# Abasia pseudorostris
Abasia pseudorostris är en kräftdjursart som beskrevs av C. B. Wilson 1908. Abasia pseudorostris ingår i släktet Abasia och familjen Caligidae. Inga underarter finns listade i Catalogue of Life.